# Thực vật hạt trần
Thực vật hạt trần hay thực vật khỏa tử (Gymnospermatophyta) là một nhóm thực vật có hạt chứa các hạt trên các cấu trúc tương tự như hình nón (còn gọi là quả nón, mặc dù chúng không phải là quả thực thụ) chứ không phải bên trong quả như thực vật hạt kín. Thuật ngữ gymnospermae có nguồn gốc từ tiếng Hy Lạp gumnospermos, được dịch thành "các hạt trần". Tên gọi này chỉ ra rằng các hạt không được hình thành trong các noãn hay bên trong quả, như ở thực vật hạt kín, mà được tìm thấy trên các vảy bắc của quả nón hoặc các cấu trúc tương tự.
Việc sản xuất hạt phân biệt thực vật hạt trần (cùng với thực vật hạt kín) với các thành viên khác của nhóm thực vật có mạch. Vì thế cùng với thực vật hạt kín, chúng tạo ra phân nhóm thực vật có hạt trong thực vật có mạch.
Thực vật hạt trần là dị bào tử, chúng tạo ra các tiểu bào tử được phát triển thành các hạt phấn hoa và các đại bào tử được giữ lại trong noãn. Sau khi thụ phấn (kết hợp của tiểu bào tử và đại bào tử), thì phôi được tạo ra. Cùng với các tế bào khác đã cấu thành nên noãn, nó phát triển thành hạt. Hạt là thể bào tử ở trạng thái nghỉ.

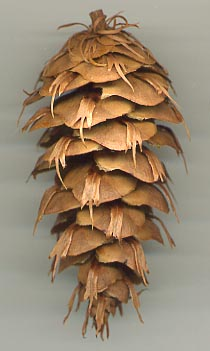
Quả nón của cây linh sam Douglas (Pseudotsuga menziesii phân loài menziesii).

Trong các hệ thống phân loại cũ, thực vật hạt trần (Gymnospermatophyta) được coi là một nhóm "tự nhiên". Tuy nhiên, các phát hiện hóa thạch đã chỉ ra rằng thực vật hạt kín đã tiến hóa từ tổ tiên là thực vật hạt trần, điều này làm cho thực vật hạt trần là một nhóm cận ngành nếu như tất cả các đơn vị phân loại đã tuyệt chủng được gộp chung vào. Các miêu tả phân nhánh học hiện đại chỉ chấp nhận các đơn vị phân loại là đơn ngành, có thể truy ngược được tổ tiên chung và bao gồm tất cả các hậu duệ của tổ tiên chung đó. Vì thế, trong khi thuật ngữ thực vật hạt trần vẫn còn được sử dụng rộng rãi cho các loài thực vật có hạt không phải là thực vật hạt kín, thì các loài thực vật đã từng được coi là thực vật hạt trần thông thường được sắp xếp lại trong 4 nhóm, mỗi nhóm này có cấp bậc tương đương với đơn vị ngành trong phạm vi giới thực vật. Các nhóm này là:
- Pinophyta - Thông
- Ginkgophyta - Bạch quả
- Cycadophyta - Tuế
- Gnetophyta - Gnetum (Dây gắm), Ephedra (Ma hoàng), Welwitschia (hai lá)

Liên quan đến các dạng thực vật hạt trần đang tồn tại, các nghiên cứu phát sinh loài ở cấp độ phân tử của các đơn vị phân loại đang tồn tại này chứa đựng sự mâu thuẫn với các bộ dữ liệu hình thái học liên quan tới việc chúng là nhóm đơn ngành hay cận ngành, trong mối tương quan với thực vật hạt kín. Vấn đề là nhóm dây gắm (Gnetophyta) có phải là một đơn vị phân loại có quan hệ chị-em với thực vật hạt kín hay không, hoặc chúng (các dạng dây gắm) có là đơn vị phân loại có quan hệ chị-em với (hoặc xếp lồng vào) các dạng thực vật hạt trần đang tồn tại khác hay không.

## Vai trò
- Cho gỗ tốt và thơm
- Làm cảnh
- Làm thực phẩm
- Làm tinh dầu
- Một số cây có ý nghĩa với khoa học
- Trồng làm cảnh
- Xuất khẩu

## Đặc điểm
- Đặc điểm chung là thực vật hạt trần cấp cao
- Cơ quan sinh dưỡng phát triển: Thân gỗ cao, mọc tỏa nhiều cành, lá kim, cành con chứa từ 2-3 lá.
- Trong thân có mạch dẫn hoàn thiện (Mạch Rây và Mạch Gỗ)
- Sống ở nhiều môi trường
- Cơ quan sinh sản là nón, nón đực: nhỏ màu vàng, mọc thành cụm, bé hơn nón cái, cấu tạo gồm trục nón, vay, túi phấn; Nón cái lớn hơn nón đực nhỏ màu xanh chín nâu, mọc riêng lẻ, cấu tạo gồm trục, vảy và tế bào sinh dục cái (Noãn)
- Sinh sản bằng hạt trần nằm trên lá noãn dở.